# 4198 Panthera
4198 Panthera је астероид главног астероидног појаса са средњом удаљеношћу од Сунца која износи 3,122 астрономских јединица (АЈ).
Апсолутна магнитуда астероида је 12,8.